# Miletus philippus
Miletus philippus är en fjärilsart som beskrevs av Otto Staudinger 1889. Miletus philippus ingår i släktet Miletus och familjen juvelvingar. Inga underarter finns listade i Catalogue of Life.